# Sotirios Athanasopoulos
Sotirios Athanasopoulos var en græsk gymnast. 
Athanasopoulos var holdleder for det græske hold Panellinios Gymnastikos Syllogos, som fik sølv i holdkonkurrencen i disciplinen barre under sommer-OL 1896 i Athen. 

## Links
- Sotirios Athanasopoulos' profil hos databaseOlympics.com (arkiveret) (engelsk)